# Gestriklands Fotbollförbund
Der Gestriklands Fotbollförbund (dt. Fußballverband von Gestrikland) ist ein regionaler Fußballverband in Schweden. Er ist einer der 24 Mitgliedsverbände des Svenska Fotbollförbundet. Er hat seinen Sitz in Gävle, Norrland und organisiert den Fußballspielbetrieb in der ehemaligen Provinz Gästrikland. Der Verband wurde am 28. März 1915 gegründet und besteht derzeit aus 46 Mitgliedern und wird durch Örjan Ohlström geleitet.

## Mitgliedsvereine
| - Brynäs IF - FF Nordost-Fotboll - Forsbacka IK - Furuviks FF - Gävle GIK FK - Gävle Latino FK - Gefle IF - Gestrike-Hammarby IF - Hagaströms SK - Hästbo SK - Hedesunda IF - Hille IF - Hofors AIF - Högbo AIK - IFK Gävle - IK Huge | - IK Sätra - IK Sport - Jädraås Allmänna IK - Järbo IF - Korpföreningen Heros - Korsnäs BK - Kungsgårdens SK - Lingbo IF - Norrham Hamrångebygdens IF - Norrsundets IF - Ockelbo IF - Sandvikens AIK - Sandvikens IF - Sätra DFK - Sjötulls BK | - Skutskärs IF FK - Södra BK - Stensätra IF - Storviks IF - Strömsbro IF - Torsåkers IF - Valbo FF - Åbyggeby FK - Åbyggeby FK / Ockelbo - Åmots IF - Årsunda IF - Åshammars IK - Örta IF - Österfärnebo IF - Överhärde IK |

## Ligabetrieb
(Quelle:)

### Herren
- Division 4 – eine Liga
- Division 5 – eine Liga
- Division 6 – zwei Ligen
- Division 7 – drei Ligen

Daneben organisiert der Verband auch eine Nachwuchsliga und eine Alt-Herren-Liga.

### Damen
- Division 3 – eine Liga
- Division 4 – drei Ligen